# 大陸分水嶺

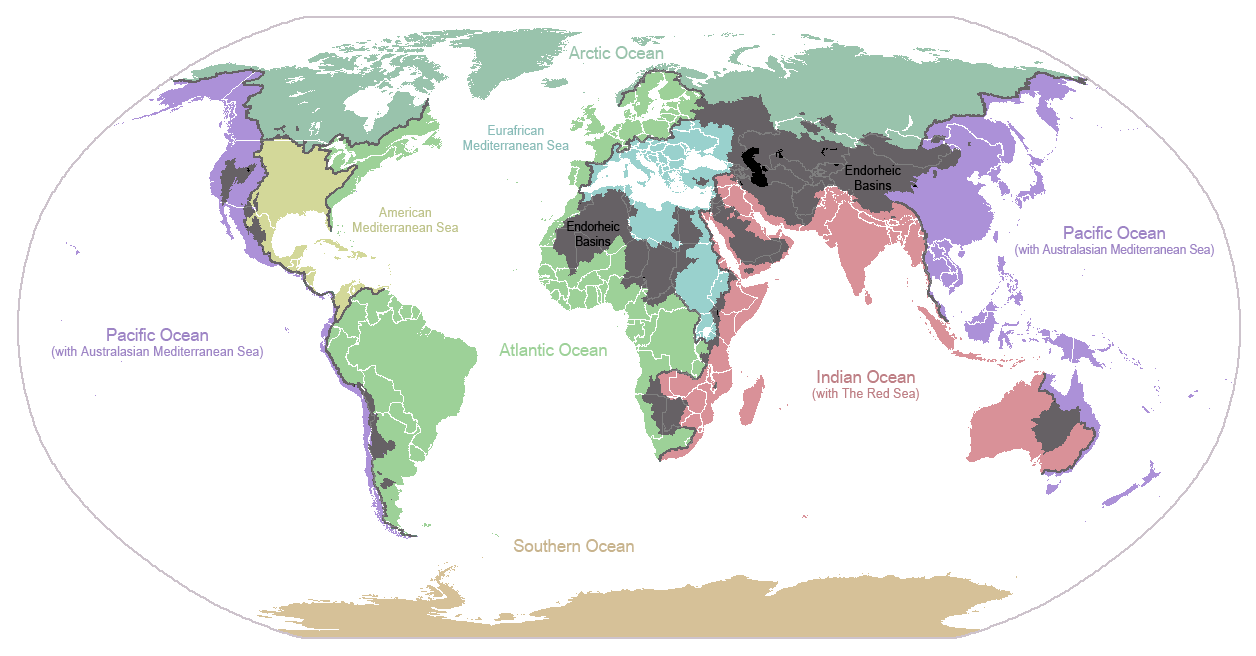
世界の主な大陸分水嶺から河川が大洋や海へ流入する様子を示す。灰色部分は内陸流域。

大陸分水嶺（たいりくぶんすいれい、英語: Continental divide）、大陸上の分水嶺であり、分水嶺の一方の側の流域は1つの大洋または海に流れ込み、もう一方の流域は別の大洋または海に流れ込むか、そうでない場合は内陸性であり、そうはならなくて外海とはつながっているない。南極大陸を除く地球上のすべての大陸には、少なくとも1つの大陸分水嶺がある。

## 大陸別分水嶺

### ユーラシア大陸
アジア
- チベット高原（ヒマラヤ山脈）：インド洋と太平洋へ

などなど
ヨーロッパ
- ヨーロッパ分水嶺（英語版）

などなど

### アフリカ大陸
- コンゴ・ナイル分水嶺（英語版）

などなど

### アメリカ大陸
- アメリカ大陸分水嶺

この分水界はベーリング海峡に始まりマゼラン海峡まで達していて、水の流れを西の大西洋と東の大西洋へ分けている。
- 東部大陸分水嶺（英語版）（アパラチア山脈）

などなど

### オーストラリア大陸
- 大分水嶺山脈：太平洋とマレーダーリング盆地・南極海へ

などなど

### 南極大陸
南極大陸には明確に定義できる自由に流れる地表河川は知られていないが、強いて言えば次がある。
- 南極横断山脈

## 参照項目
- 分水界（分水嶺）